# هيرش ليونز
هيرش ليونز (بالإنجليزية: Hersh Lyons)‏ هو لاعب كرة قاعدة أمريكي، ولد في 23 يوليو 1915 في فريسنو في الولايات المتحدة، وتوفي في 8 أبريل 2008.

## وصلات خارجية
- هيرش ليونز على موقع دوري كرة القاعدة الرئيسي (الإنجليزية)
- هيرش ليونز على موقعبيزبول رفرنس.كوم (الدوري الرئيسي) (الإنجليزية)
- هيرش ليونز على موقعبيزبول رفرنس.كوم (الدوري الثانوي) (الإنجليزية)